# Rzekotka nowogwinejska
Rzekotka nowogwinejska (Nyctimystes infrafrenatus) – gatunek płaza bezogonowego z podrodziny Pelodryadinae w rodzinie rzekotkowatych (Hylidae).

## Występowanie
Nowa Gwinea, Moluki, Timor, Archipelag Bismarcka, północno-wschodnia Australia (północny Queensland).